# André Giraud Pindi Mwanza
André Giraud Pindi Mwanza Mayala (ur. 24 lipca 1964 w Kindomingielo) – kongijski duchowny katolicki, biskup diecezjalny Matadi od 2022.

## Życiorys

### Prezbiterat
Święcenia kapłańskie przyjął 18 września 1994 i został inkardynowany do diecezji Matadi. W latach 2006–2019 był misjonarzem w Szwajcarii. Po powrocie do kraju objął funkcję wikariusza generalnego macierzystej diecezji, a dwa lata później został jej administratorem.

### Episkopat
23 kwietnia 2022 papież Franciszek mianował go biskupem diecezjalnym Matadi. Sakry udzielił mu 16 lipca 2022 kardynał Fridolin Ambongo.